# Marie-Georges Pelée de Saint-Maurice
Marie-Georges Pelée de Saint-Maurice, francoski general, * 3. januar 1876, † 21. december 1950.